# Bamboescheut

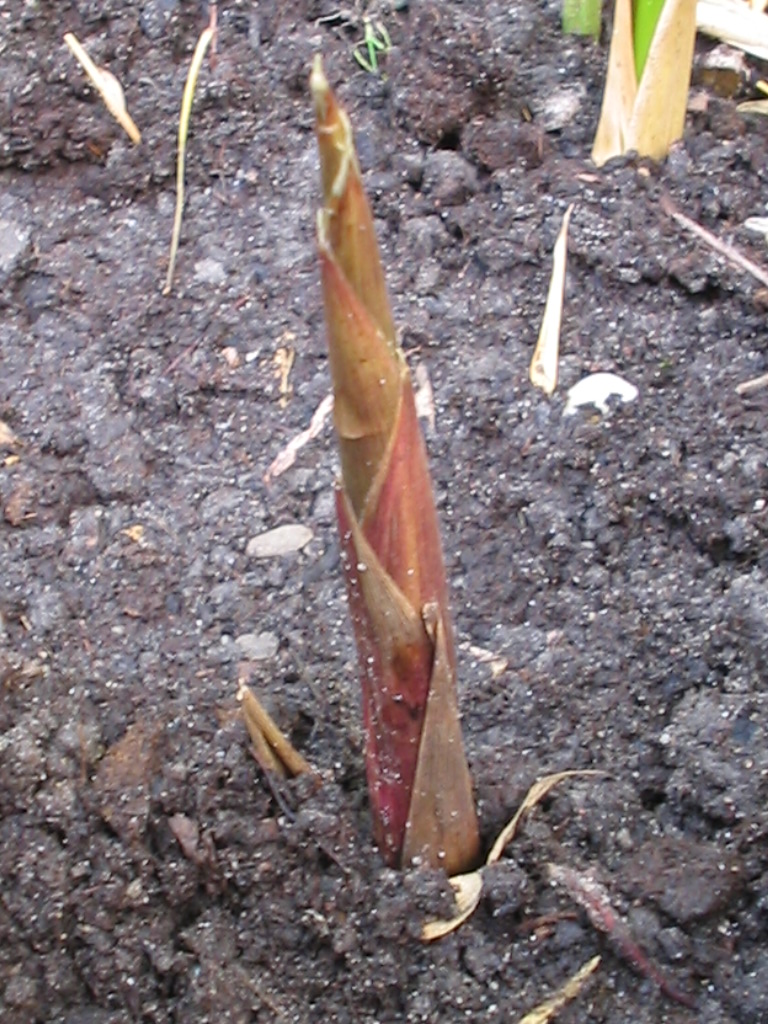
Bamboescheut van ca. 8 cm

De bamboescheut is de jonge uitloper van de bamboeplant. Bamboe is een soort gras en heeft met andere grassen gemeen dat het zijn kracht onder de grond in zijn wortels opslaat. Hierdoor kan het snel boven de grond uitlopen zodra de omstandigheden gunstig zijn; bamboe groeit dan ook snel. 
De rauwe scheuten van de bamboe zijn niet eetbaar, want ze bevatten giftige cyanogene glycosiden. Deze stof wordt afgebroken door hoge temperatuur. Scheuten zijn eetbaar nadat ze gekookt zijn, ze zijn dan knapperig en hebben een frisse smaak. Gekookte scheuten worden in blik of glas geconserveerd voor de verkoop. 